# Vukan
Vukan (srbsky Вукан) byl v letech asi 1083 až 1113 vládcem knížectví Raška. Vládl společně se svým bratrem Markem. V roce 1101 se po smrti strýce a dukljanského knížete Konstantina Bodina, jehož byl vazalem, stal nejmocnějším panovníkem tehdejších srbských zemí. Dokázal několikrát porazit byzantská vojska a zmocnit se části severní Makedonie.

## Válka s Byzancí
Roku 1092 porazilo srbské vojsko byzantskou armádu vedenou dračským guvernérem, vyslaným císařem Alexiem Komnénem. V roce 1093 vedl již větší, posílené byzantské vojsko Alexios osobně a táhl směrem na Rašku, ale Vukan se o tažení doslechl a urychleně se snažil dosáhnout příměří. Alexios jej rychle přijal, neboť mu vyvstaly nové problémy na východě, kde pronikali Kumáni až k Adrianopoli. Jakmile však císař opustil oblast, porušil Vukan příměří, dobyl povodí Vardaru a zmocnil se měst jako Vranje, Skoplje a Tetovo. V roce 1094 či 1095 vytáhl císař se svým vojskem opět na Srby a dobyl Lipljan, tentokrát Vukan přišel do císařova stanu s nabídkou míru a na jeho potvrzení ponechal císaři 200 rukojmích včetně svých bratranců Uroše (možná totožného s Urošem I.) a Štěpána Vukana.
Vukan a jeho vojenské úspěchy jsou zmíněny v soudobé Alexiádě Anny Komnénovny, spisu o vládě jejího otce, byzantského císaře Alexia I. Komnéna.